# Italienische Meisterschaften in der Nordischen Kombination 2004

Logo der Federazione Italiana Sport Invernali (Italienischer Wintersportverband)

Die Italienischen Meisterschaften in der Nordischen Kombination 2004 fanden am 17. August 2004 in Predazzo statt. Die Wettbewerbe wurden auf der Normalschanze im Trampolino dal Ben (K95) sowie auf der angeschlossenen Langlaufloipe ausgetragen. Ausgetragen wurde die Meisterschaft vom Italienischen Wintersportverband und den Wintersportvereinen G.S. Fiamme Gialle und US Dolomitica. Parallel zu den Meisterschaften in der Kombination fanden zudem die Italienischen Meisterschaften im Skispringen statt.

## Ergebnis
| Platz | Sportler           | Zeit        |
| ----- | ------------------ | ----------- |
| 1     | Jochen Strobl      | 20:43:1 min |
| 2     | Davide Bresadola   | +0:17:2 min |
| 3     | Giuseppe Michielli | +0:49:2 min |
| 4     | Daniele Munari     | +0:56:8 min |
| 5     | Simone Pinzani     | +2:21:8 min |
| 6     | Daniele Errath     | +4:05:0 min |
| 7     | Michele Giuliani   | +6:41:2 min |
| 8     | Felix Peselj       | +6:47:2 min |
| 9     | Lukas Runggaldier  | +7:40:8 min |
| 10    | Armin Bauer        | +9:09:5 min |